# Algert
Algert ist ein Stadtteil von Lohmar im Rhein-Sieg-Kreis in Nordrhein-Westfalen.

## Geographie
Algert liegt im südlichen Stadtgebiet. Umliegende Ortschaften und Weiler sind Gebermühle im Norden, Fischburg im Nordosten, Bich, Birkhof und Inger im Osten, Birk, Albach und Heide im Südosten, Krölenbroich im Süden sowie Lohmarhohn im Südwesten.
In Algert entspringt der Pferdsbach, ein orographisch rechter Nebenfluss des Auelsbachs. Nördlich von Algert verläuft der Jabach.

## Geschichte
Erste urkundlich nachgewiesene Nennung von Algert im Jahre 1395 in den Aufzeichnungen der Birker Marienbruderschaft.
Im Jahre 1851 werden in Algert 147 Einwohner gezählt. Im Jahre 1872 nur noch 97 Personen in 22 Wohnhäusern.
Bis zum 1. August 1969 gehörte der Ort zu der bis dahin eigenständigen Gemeinde Inger.
Im Jahre 1995 lebten in Algert 309 Einwohner.

## Baudenkmäler
Am Ortseingang aus Richtung Inger steht das „Arma-Christi-Kreuz“. Das reich geschmückte Flurkreuz ist in der Zeit zwischen 1790 und 1800 entstanden und wurde 1983 unter Denkmalschutz gestellt.

## Verkehr
- Algert liegt nahe zur Bundesstraße 507 und zur Kreisstraße 13.
- Algert gehört zum Tarifgebiet des Verkehrsverbund Rhein-Sieg (VRS).
- Der Rundwanderweg A3[11] ab Birk führt am Arma-Christi-Kreuz vorbei.